# Gao Šingjian
Gao Šingjian (kin. 高行健, Ganzhou, Kina, 4. siječnja 1940.), francuski pisac, prevoditelj i slikar kineskog porijekla.
Gao Xingjian rođen je 1940. godine u gradu Ganzhou (provincija Jiangxi) u istočnoj Kini za vrijeme japanske invazije. Svoje prve književne radove napisao je s deset godina, a slikati u ulju počeo s 11 ili 12 godina. Diplomirao je francuski jezik i književnost na sveučilištu u Pekingu i nakon toga se posvetio pisanju i slikarstvu.
Za vrijeme Kulturne revolucije (1966. – 76.) bio je u logoru za preodgoj te je bio prinuđen spaliti većinu svojih rukopisa, ali vlasti su ga i dalje napadale zbog njegovog pisanja. Godine 1987., nakon što mu je 1986. zabranjena drama "Druga obala", Xingjian se kao politički izbjeglica seli u Francusku. Javno se odrekao Komunističke partije 1989. godine nakon masakra na Trgu Tienanmen u Pekingu i time postao politički izbjeglica čiji rad je zabranjen u domovini.
Xingjian je poznat ne samo kao književnik već i kao slikar. Do sada je izlagao na mnogim samostalnim i zajedničkim izložbama, a slika u tradicionalnoj kineskoj tehnici crne tinte na rižinom papiru. Njegove slike su objavljivane kao ilustracije u zbirkama kineskih pjesnika.

## Nagrade
Dobitnik je počasnih priznanja Viteza Reda Umjetnosti i Pisma (1992), Nagrade francuske zajednice u Belgiji 1994. za roman "Mjesečar", Nagrade kineske Nove Godine za 1997. za roman "Planina duše", a 2000. Švedska akademija ga je nagradila Nobelovom nagradom za književnost "za djelo univerzalnog dometa, obilježeno gorkim osvješćivanjem i jezičnom ingenioznošću koja je otvorila nove putove umjetnosti kineskog romana i pozorišta". Ovim činom Xingjian je ušao u povijest kao prvi Kinez koji je dobio ovu vrijednu nagradu.

## Djela
- "Autobusna postaja" (drama, 1983.),
- "Mjesečar" (roman),
- "Druga obala" (drama, 1994.),
- "Planina duše" (La Montagne de l’Âme, 1990.),
- "Ribarski štap za mog djeda" (1986.).

## Vanjske poveznice
- nobelprize.org